# بكر عزت بيجوفيتش
باكر عزت بيجوفيتش ((بالبوسنوية: Bakir Izetbegović)‏، وتُنطق bâ:kir ǐzedbegoʋit͡ɕ) (ولد في 28 يونيو 1956) هو سياسي بوسني، وزعيم حزب العمل الديموقراطي، ونجل أول رئيس بوسني علي عزت بيغوفيتش، في عام 2010 انتخب لمنصب عضو مجلس الرئاسة البوسني في البوسنة والهرسك، وفي عام 2014 انتخب لفترة ولاية ثانية في مجلس الرئاسة البوسني.

## النشأة والتعليم
درس باكر عزت بيجوفيتش في المدارس الابتدائية والثانوية في سراييفو عاصمة البوسنة والهرسك، ثم تخرج من كلية الهندسة المعمارية في جامعة سراييفو في عام 1981.

## المهنة
في الفترة (1982 - 1992) عمل عزت بيغوفيتش كمستشار في شركة الاستشارات المعمارية، ثم دخل السياسة في عام 2000، وبعد أن خدم وعمل في جمعيتين إقليميتن لحزب العمل الديموقراطي، انتخب عضواً في برلمان البوسنة والهرسك في عام 2006، وفي مايو من عام 2009، هزم في الانتخابات داخل الحزب عندما تحدى رئيس حزب العمل الديمقراطي.

## الولاية الرئاسية الأولى
في عام 2010 انتخب عزت بيغوفيتش في الانتخابات العامة لمجلس الرئاسة البوسني في البوسنة والهرسك كعضو ممثل عن البوشناق، وجاء عزت بيغوفيتش الأول من أصل تسعة مرشحين وحصل على 35% من الأصوات، وحصل فخر الدين رادونيتش على 31% من الأصوات، في حين فاز رئيس الحزب وقتها حارث سيلاجيتش بحوالي 25% من الأصوات، وتقاسم ستة مرشحين آخرين 9% المتبقية من الأصوات المدلى بها.

## الولاية الرئاسية الثانية
في الانتخابات العامة عام 2014، فاز عزت بيغوفيتش بما مجموعه 247235 صوت تمثل 32.8% من مجموع عدد المصوتين، تلاه فخر الدين رادونسيتش الذي حصل على 26.7% من الأصوات، في حين حصل على 15.1% أمير سولجايتش، وتقاسم سبعة مرشحين آخرين ما تبقى من 25% من الأصوات المدلى بها.

## روابط خارجية
- بكر عزت بيجوفيتش على موقع الموسوعة البريطانية (الإنجليزية)
- بكر عزت بيجوفيتش على موقع مونزينجر (الألمانية)